# Прапор Мордовії
Прапор Республіки Мордовія є державним символом Республіки Мордовія. Прийнятий Парламентом Республіки 30 березня 1995 року.

## Опис
Прапор Республіки Мордовія являє собою прямокутне полотнище, що складається з розташованих горизонтально в послідовності зверху долілиць трьох смуг маренового (темно-червоного), білого й темно-синього кольорів. Верхня й нижня смуги по розміру однакові. Ширина кожної з них становить 1/4 ширини прапора. Співвідношення сторін прапора — 1:2.

## Етнічні прапори
Окрім офіційного прапору, у Мордовії використовуються два етнічні прапори — національні символи народів мокша та ерзя.

Ерзя
Мокша (народ)